# ぼーん・ふりーくす!
『ぼーん・ふりーくす!』は、2005年10月21日にライアーソフトから発売された18禁RPG。
2009年8月28日よりゲームバランスが「いいか悪いかはともかく一新！」されたジェネリック版のダウンロード販売が開始している。

## 概要
本ゲームは、「探索モード」、「戦闘モード」、「改造（治療）モード」、そして物語の展開するアドベンチャー・会話モードから構成される。
探索モード
擬人化された白血球を操ってウラシルの体内を探索する。探索地決定後は自動で移動が行われ、病原体と遭遇すると戦闘に、病巣に辿り着くとイベントが発生する。
戦闘モード
病原体を戦闘によって撃退する。戦闘中にとれる行動はウラシルが装備しているDNAによって変化。戦闘に勝利すると、敵の装備していたDNAとジャンク（資金）が手に入る。
改造（治療）モード
敵を倒して獲得したDNAチップをウラシルに与える。チップには「レベル」と「種族」があり、何のチップを身体の何処にセットするかで能力値や使用できる効果が変化する。また、DNAチップはウラシルの外見にも影響を与える場合がある（頭部にネコのDNAをセットするとネコミミになる、など）。
探索モードを行うごとに1ターンが経過、限られた期間（ターン）でウラシル内部の病巣を排除し、彼女を健康な姿にしてあげることが本ゲームの目的となる。

## ストーリー
幼い頃から重い病を患う少女・ウラシル。ウラシルの兄・セルは、何とか妹を元気な身体に治してあげようと医学を修め、医者となった。
しかし、医に通じるとともに彼は妹の病が既に末期であり、不治である事を知ってしまう。
だが、セルは決して諦めなかった。友人・フェニルの力も借りてウラシルを救う手段を模索する彼は、遂にある一つの可能性を見出す。果たしてその方法とは。

## キャラクター

### 人間
セル
本作の主人公で、ウラシルの兄。小さな診療所を営む若き医師。病に伏せる妹を救うために奮闘する心優しき青年である。名前の由来は細胞（Cell）。
ウラシル
声：一色ヒカル
本作ヒロインで、セルの実妹。幼い頃から病床に伏せっており、その症状は既に末期。それでいて明るさと元気さを失わない気丈な少女である。名前の由来はウラシル。
フェニル
声：金田まひる
セルの学生時代からの友人で元カノ。クールで頭が良く、その高い技術力でセルの診療所を支えている。名前の由来はフェニルアラニン。
システィ
声：中家志穂
診療所に患者として訪れた少女で、資産家の娘。ウラシルと同じ病気を患っているが、その症状は比較的軽い。名前の由来はシステイン。

### 病原体
ウラシル体内で交戦する、所謂“ボス”クラスの存在。勝利しなければならない相手だが、敗北することで得られる“モノ”も。
シノマ
声：甲賀忍
病原体たちの親玉。ウラシルとそう変わらない少年ぐらいの容姿をしているが、他の病原体たちよりも早く生まれたため、彼らの長兄に当たる。生意気な性格の持主。体内で最初に出会ったとき、ウラシルに対して「俺たちと同じ匂いがする」と意味深なセリフを吐いた。名前のモデルは「癌腫」を意味する「carcinoma」。
アルテル
病原体たちの次男。心臓を根城にしている。シノマが唯一その実力を認める存在であり、ストイックな武人。「強き者が弱き者を喰らうのは当然」と考えており、相手に対して一切の情け容赦をかけることなく、「紅血刀」「帝血刀」の二刀流による圧倒的な戦闘力で猛攻を仕掛けてくる。また、戦う前には瞳が黄色、白眼が赤色に変化する。名前のモデルは「動脈」を意味する「artery」。
ヴェニエ
声：杉原茉莉
病原体たちの長女。脳に生息している。病原体の中では最も頭が良いが、それだけにプライドも高く、常に他人を見下すような口調で話す。チャイナドレスのような服を身にまとい、扇を持ち、眼鏡をかけているが、スタイルはひかえめ。一人称は「僕」。右腕が神経細胞のような触手に変化し、相手に絡みつく。また、戦う前には瞳が赤色、白眼が紫色に変化する。名前のモデルは「静脈」を意味する「vein」。
グランデュラ
声：楠鈴音
病原体たちの次女。脾臓に巣くっている。露出の多いデザインのドレス姿で、スタイルも抜群である。サディスティックかつ淫媚な性格で、自身の操るスライムに寝そべるようにしており、戦闘時にも相手をスライム責めにすることを好む。また、戦う前には瞳が青色、白眼が綠色に変化する。名前のモデルは「腺」を意味する「glandular」。
ムズクル
病原体たちの末弟。肝臓で出会う、最初に相対する病原体。筋骨隆々とした大男であるが、粗雑な性格で、頭もあまり良くないらしい。変身すると右手が蟹の鋏のようになり、背中からも節足動物の足のようなものが何本も生えてくる。また、戦う前には瞳が紫色、白眼が赤色に変化する。名前のモデルは「筋肉」を意味する「muscle」。

## スタッフ
- 企画原案・シナリオ：睦月たたら
- 原画・キャラクターデザイン：櫂人
- 音楽：ノーブランドサウンズ

## 主題歌
OPテーマ「Dreht sich!」
作詞：睦月たたら / 作曲：TOKIA / 歌：宮沢ゆあな
この曲と『少女魔法学リトルウィッチロマネスク』の画像を用いたSORYUのMADアニメが、『少女魔法学リトルウィッチロマネスク editio perfecta』の公式プロモーションムービーとして使用された。
EDテーマ「螺旋の果てで待ってる」
作詞：睦月たたら / 作曲：TOKIA / 歌：宮沢ゆあな